# Ogcocephalus
Az Ogcocephalus a csontos halak (Osteichthyes) főosztályának sugarasúszójú halak (Actinopterygii) osztályába, ezen belül a horgászhalalakúak (Lophiiformes) rendjébe és az Ogcocephalidae családjába tartozó nem.

## Tudnivalók
Két csendes-óceáni fajon kívül, az összes többi Ogcocephalus-faj előfordulási területe az Atlanti-óceán. Eme halak hossza fajtól függően 6-38 centiméter közötti.

## Rendszerezés
A nembe az alábbi 13 faj tartozik:
- Ogcocephalus corniger Bradbury, 1980
- Ogcocephalus cubifrons (Richardson, 1836)
- Ogcocephalus darwini Hubbs, 1958
- Ogcocephalus declivirostris Bradbury, 1980
- Ogcocephalus nasutus (Cuvier, 1829)
- Ogcocephalus notatus (Valenciennes, 1837)
- Ogcocephalus pantostictus Bradbury, 1980
- Ogcocephalus parvus Longley & Hildebrand, 1940
- Ogcocephalus porrectus Garman, 1899
- Ogcocephalus pumilus Bradbury, 1980
- Ogcocephalus radiatus (Mitchill, 1818)
- Ogcocephalus rostellum Bradbury, 1980
- Ogcocephalus vespertilio (Linnaeus, 1758) - típusfaj